# Eulophia distans
Eulophia distans là một loài thực vật có hoa trong họ Lan. Loài này được (Summerh.) ined. mô tả khoa học đầu tiên.